# Bad Friends
Bad Friends è un singolo della cantante britannica Sophie and the Giants, pubblicato il 25 aprile 2025.

## Video musicale
Il video musicale è stato pubblicato in concomitanza all'uscita del brano attraverso il canale YouTube della cantante.

## Tracce
Testi e musiche di Sophie Louise Scott, Billen Ted, Reece Pullinger e Poppy Baskcomb.
1. Bad Friends – 3:02

## Formazione
- Sophie and the Giants – voce
- Billen Ted – produzione
- Dan Grech-Marguerat – missaggio
- Hans-Phillip Graf – masterizzazione